# Cova del serrat del Vent (Tavertet)
Cova del serrat del Vent és una cavitat que se situat al municipi de Tavertet, a la comarca dOsona. Té la peculiaritat especial que s'ha desenvolupat en gresos (gres de Folgueroles). Descoberta l'any 1979, va presentar un recorregut de més de 2,5 km, però amb les noves exploracions, l'any 2010, arriba als 4.273 m, la qual cosa fa que sigui la cova més gran del món excavada en gresos.
Aquesta cavitat està situada a la serra del Collsacabra, per sobre dels cingles de Tavertet. La cova té diversos accessos. La boca inferior se situa uns metres per sobre de les fonts del Gorgàs, situades en el torrent de Gorgàs. Aquest té una direcció N-S i té la capçalera al pla de Rostoll que desemboca a la Riera de Balà i aquesta al pantà de Sau. Les boques superiors s'obren en el Torrent de l'Abeurador, situat més a l'est i que té la capçalera al Pedró i baixa pels cingles de Tavertet.
La serra del Collsacabra, està formada per materials eocens de la Conca de l'Ebre, els quals es troben discordants per sobre d'un basament format per roques paleozoiques. Forma uns relleus característics en replans i cingleres degut l'alternança de litologies dures i toves (calcàries, gresos i margues) que destaquen per sobre de la plana de Vic desenvolupada a les margues de l'Eocè mitjà-superior. La sèrie present en aquesta zona està formada per unitats de l'Eocè inferior i mitjà. A la base hi ha els conglomerats de les Guilleries (Ilerdià-Cuisià), segueixen les calcàries de Tavertet (Lutecià), per sobre les margues del Coll de Malla (Bartonià) i el nivell més alt és el gres de Folgueroles (Bartonià).
Aquesta cavitat va ser descoberta d'una manera accidental a l'agost del 1979, al realitzar unes obres per a millorar el subministrament d'aigua al poble de Tavertet. De fet, ja es coneixia una petita esquerda anomenada “forat del vent”, perquè sortia aire amb més o menys intensitat segons l'època de l'any. Al realitzar les obres es va poder accedir a l'interior de la cova l'any 1979. Les exploracions foren dutes a terme pel GIE de Granollers, que va aconseguir la travessa subterrrània, sortint per les boques superiors del torrent de l'Abeurador. La topografia del complex subterrani, coordinada per Jordi Icart, va anar exposant les successives exploracions, amb un recorregut que va anar creixent fins que l'any 1984 es van totalitzar els 4.273 m.

## Accés
Es pot accedir des de Tavertet o des de Cantonigròs. Ambdós accessos es fan des de la carretera C-153 que va d'Olot a Vic. Per anar a Tavertet cal agafar una desviació a Santa Maria de Corcó. Un cop al poble hi ha una pista que segueix en direcció nord i passa per les fonts del Gorgàs i boca inferior. Per anar a les boques superiors cal agafar una pista en direcció nord-est, en direcció al Pedró fins al torrent de l'Abeurador. L'accés pel nord es realitza des de Cantonigròs i cal agafar la pista en direcció sud, cap S. Corneli.